# Theoderich Hofstätter
Theoderich Hofstätter OCist (* 24. Dezember 1906 in Urfahr als Josef Hofstätter; † 27. Januar 1981 in Horn) war ein österreichischer römisch-katholischer Geistlicher, Zisterzienser und Gegner des Nationalsozialismus.

## Leben und Werk
Josef Hofstätter trat in das Stift Wilhering ein und nahm den Ordensnamen Theoderich an (nach Dietrich/Theoderich von Kremsmünster). 1930 legte er die feierliche Profess ab; 1931 wurde er zum Priester geweiht. Er wirkte als Konviktspräfekt  und ab 1938 als Kooperator in Schörfling am Attersee.
Als Mitglied der Widerstandsorganisation Großösterreichische Freiheitsbewegung (Gruppe Jacob Kastelic) wurde  er am 29. Juli 1940 von der Gestapo festgenommen und wie sein Abt und Onkel Bernhard Burgstaller, sowie mehrere Mitbrüder im Frühjahr 1941 in das Gefängnis Anrath bei Krefeld (heute: Justizvollzugsanstalt Willich I) gebracht. Am 13. Juli 1944 wurde er wegen „Vorbereitung zum Hochverrat“ vom Volksgerichtshof zu 7 Jahren Zuchthaus verurteilt und blieb bis Kriegsende im Zuchthaus Straubing in Haft.
Nach Kriegsende war er Seelsorger in Vorderweißenbach und Theras (heute: Sigmundsherberg). Er starb als Geistlicher Rat und Angehöriger von Stift Wilhering.